# Spider-Man: Friend or Foe
Spider-Man: Friend or Foe (Homem-Aranha: Amigo ou Inimigo em tradução para o português) é um jogo de computador e video game baseado na série de HQs e filmes Homem-Aranha. O jogo foi lançado em 2 de outubro de 2007.
O jogo foi desenvolvido por três empresas diferentes. As versões do Nintendo Wii, Xbox 360 e PlayStation 2 foram desenvolvidas pela Next Level Games. A Beenox Studios desenvolveu a versão de PC enquanto a Artificial Mind and Movement desenvolveu as versões do Nintendo DS e PSP.

## Personagens

### Heróis
- Peter Parker/Homem Aranha[1]
- Silver Sablinova/Sabre de Prata (Xbox 360, Wii, e PC somente)[1]
- Hobie Brown/Gatuno[2]
- Felicia Hardy/Gata Negra [3]
- Daniel "Danny" Rand/Punho de Ferro[4]
- Eric Broocks/Blade[4]
- Harry Osborn/Novo Duende .[4]
- Nick Fury (Não-Jogável)[4]

### Vilões
- Dr. Otto Octavius/Doutor Octopus[1]
- Norman Osborn/Duende Verde[1]
- Mac Gargan/Escorpião[5]
- Aleksei Sytsevich/Rino[6]
- Dr. Curt Connors/Lagarto (Mas nesse jogo não age como um vilão)[2]
- Flint Marko/Homem Areia[1]
- Eddie Brock/Venom[5]
- Max Dillon/Electro (PSP somente)[2]
- Cletus Kassidy/Carnificina (PSP somente)[2]
- Quentin Beck/Mystério (Não-Jogável)[7]

## História
Numa noite qualquer, Homem-Aranha é atacado por seus maiores inimigos, mas a luta de vilões e heróis acaba se transformando numa luta de heróis e heróis-vilões contra vilões, pois aliens atacam a cidade e sequestram os vilões. Perto de atacarem Homem-Aranha, ele é salvo por uma nave espacial S.H.I.E.L.D. do Nick Fury. Ele mostra ao herói que uma raça de aliens da mesma do Venom, caiu na Terra e agora está atacando as áreas de Tokyo, no Japão; Ilha de Tangaroa; Cairo, no Egito; Transilvânia, na Roménia; E Nepal. Agora, Homem-Aranha terá que juntar heróis e vilões para destruir Mistério (Mistério Alien, o culpado de todos os aliens), e salvar o mundo.

## Ligações Externas
- Site Oficial
- Ficha do jogo no GameStart[ligação inativa]